# 约瑟夫·路易·盖-吕萨克
约瑟夫·路易·盖-吕萨克（法語：Joseph Louis Gay-Lussac，法語發音：[ʒɔzɛf lwi ɡɛlysak]；1778年12月6日—1850年5月10日），法国化学家、物理学家，以研究氣體而聞名。

## 生平
盖-吕萨克出生於法国上维埃纳省的聖利奧納德，並在其家乡就學，其父為法官，在法國大革命時期被監禁。1797年考入巴黎高等理工學院，1800年畢業後留校教書。不久他转到国立桥路学院，此后成为化學家克劳德·贝托莱的助手。1802年他回到巴黎理工大学任安图昂·弗朗索瓦·富克鲁阿的助手。
1804年給呂薩克和物理學家畢奧等人帶著氣壓計、溫度計、濕度計、靜電計等儀器，還有青蛙、小鳥等實驗動物，乘坐拿破崙時代的氣球，升上5800米的高空，進行空氣測量和實驗。1805年給呂薩克發現了一體積的氧气和兩體積的氢气燃燒會生成水。1806年當選為法國科學院院士。1809年他成为巴黎理工大学的化学教授。1812年，他發現了氯氣。1818年，任法國政府的火藥製造廠總監。
从1808年至1832年他擔任索邦大學的物理教授。后来他擔任巴黎植物园的化学教授后才放弃了在索邦大学的教授位置。1829年，任法國造幣廠首席化驗員。1831年他被选为上维埃纳省的众议员，1839年他进入参议院。晚年的給呂薩克因實驗不慎，坩堝發生爆炸，受到重傷，一直患有嚴重的關節炎，後來健康逐漸惡化，仍堅持進入實驗室工作。1850年5月9日在巴黎逝世。
1809年盖-吕萨克结婚，两人有五个孩子，其中他的长子儒勒后来成为其於索邦大學任教期間之學生尤斯图斯·冯·李比希的助手。

## 成就
- 1802年盖-吕萨克发现了气体在恒压、升温时的线性膨胀的定律（查理-盖-吕萨克定律）。
- 1804年他与让·巴普蒂斯特·比奥一起乘热气球上升到6.4千米高处研究地球大气层。他打算收集不同高度的大气来测量温度与湿度的变化。
- 1805年他与他的好友和科学家同行亚历山大·冯·洪堡一起发现大气随高度气压降低时其成分不发生变化。
- 1808年他與泰納爾合作分離出硼。
- 1815年他製造出氰。
- 1827年設計給呂薩克塔，用以改進硫酸的生產。

在法國巴黎大学附近有一条街道是以他命名的，在他的出生地有一个广场以他命名。盖-吕萨克葬于著名的巴黎拉雪茲神父公墓（Cimetière du Père-Lachaise）。